# Tornei di tennis maschili indipendenti nel 1989
Nel 1989 i tornei di tennis maschili facevano parte del Nabisco Grand Prix 1989, ma molti non erano inseriti in nessun particolare circuito.

## Calendario

### Gennaio
| Settimana  | Torneo                                                                            | Vincitore                    | Finalista      | Semifinalisti | Eliminati ai quarti |
| ---------- | --------------------------------------------------------------------------------- | ---------------------------- | -------------- | ------------- | ------------------- |
| gennaio    | Torneo di Lagos 1989 Lagos, Nigeria Singolare - Doppio                            | Paul Haarhuis                | Karel Nováček  |               |                     |
| gennaio    | Torneo di Lagos 1989 Lagos, Nigeria Singolare - Doppio                            |                              |                |               |                     |
| ? Gennaio  | Kooyong Classic 1989 Melbourne, Australia Singolare                               | Mark Kratzmann 6–4, 1–6, 7–6 | Wally Masur    |               |                     |
| 1º gennaio | New South Wales Invitational 1989 Newcastle, Australia Cemento Singolare - Doppio | Ivan Lendl 6-3 7-6           | Carl-Uwe Steeb |               |                     |
| 1º gennaio | New South Wales Invitational 1989 Newcastle, Australia Cemento Singolare - Doppio |                              |                |               |                     |

### Febbraio
| Settimana   | Torneo                                                             | Vincitore          | Finalista    | Semifinalisti | Eliminati ai quarti |
| ----------- | ------------------------------------------------------------------ | ------------------ | ------------ | ------------- | ------------------- |
| 12 febbraio | Volvo Tennis 1989 Chicago, USA Sintetico indoor Singolare - Doppio | Ivan Lendl 6-2 7-6 | Brad Gilbert |               |                     |
| 12 febbraio | Volvo Tennis 1989 Chicago, USA Sintetico indoor Singolare - Doppio |                    |              |               |                     |

### Marzo
Nessun evento

### Aprile
| Settimana | Torneo                                                      | Vincitore    | Finalista     | Semifinalisti | Eliminati ai quarti |
| --------- | ----------------------------------------------------------- | ------------ | ------------- | ------------- | ------------------- |
| 30 aprile | Challenge of Champions 1989 Atlanta, USA Singolare - Doppio | Andre Agassi | Michael Chang |               |                     |
| 30 aprile | Challenge of Champions 1989 Atlanta, USA Singolare - Doppio |              |               |               |                     |

### Maggio
| Settimana | Torneo                                                                              | Vincitore             | Finalista     | Semifinalisti     | Eliminati ai quarti |
| --------- | ----------------------------------------------------------------------------------- | --------------------- | ------------- | ----------------- | ------------------- |
| 7 maggio  | Trophée des Arènes 1989 Nîmes, Francia Terra rossa Singolare - Doppio               | Jimmy Connors 6–2 6–3 | Anders Järryd | Jason Stoltenberg |                     |
| 28 maggio | Charity Matches Invitational 1989 Marsiglia, Francia Terra rossa Singolare - Doppio | Ivan Lendl 6–3 6–3    | Andre Agassi  |                   |                     |
| 28 maggio | Charity Matches Invitational 1989 Marsiglia, Francia Terra rossa Singolare - Doppio |                       |               |                   |                     |

### Giugno
| Settimana | Torneo                                                                 | Vincitore            | Finalista      | Semifinalisti | Eliminati ai quarti |
| --------- | ---------------------------------------------------------------------- | -------------------- | -------------- | ------------- | ------------------- |
| 11 giugno | Kent Championships 1989 Beckenham, Gran Bretagna Singolare - Doppio    | John McEnroe 6-4 7-6 | Broderick Dyke |               |                     |
| 11 giugno | Kent Championships 1989 Beckenham, Gran Bretagna Singolare - Doppio    |                      |                |               |                     |
| 18 giugno | Scotland Dewar Cup Edinburgh 1989 Edimburgo, Scozia Singolare - Doppio | John McEnroe 7-6 7-6 | Jimmy Connors  |               |                     |
| 18 giugno | Scotland Dewar Cup Edinburgh 1989 Edimburgo, Scozia Singolare - Doppio |                      |                |               |                     |

### Luglio
| Settimana | Torneo                                                     | Vincitore            | Finalista  | Semifinalisti               | Eliminati ai quarti |
| --------- | ---------------------------------------------------------- | -------------------- | ---------- | --------------------------- | ------------------- |
| 30 luglio | ANA Cup 1989 Yokohama, Giappone Cemento Singolare - Doppio | Andre Agassi 7-6 6-4 | Ivan Lendl | Stefan Edberg Mats Wilander |                     |
| 30 luglio | ANA Cup 1989 Yokohama, Giappone Cemento Singolare - Doppio |                      |            | Stefan Edberg Mats Wilander |                     |

### Agosto
| Settimana | Torneo                                                            | Vincitore              | Finalista       | Semifinalisti | Eliminati ai quarti |
| --------- | ----------------------------------------------------------------- | ---------------------- | --------------- | ------------- | ------------------- |
| 27 agosto | Hamlet Challenge Cup 1989 Jericho, USA Cemento Singolare - Doppio | Ivan Lendl 4-6 6-2 6-4 | Mikael Pernfors |               |                     |
| 27 agosto | Hamlet Challenge Cup 1989 Jericho, USA Cemento Singolare - Doppio |                        |                 |               |                     |

### Settembre
Nessun evento

### Ottobre
| Settimana  | Torneo                                                                                     | Vincitore                      | Finalista      | Semifinalisti | Eliminati ai quarti |
| ---------- | ------------------------------------------------------------------------------------------ | ------------------------------ | -------------- | ------------- | ------------------- |
| 7 ottobre  | Eurocard Classic 1989 Stoccarda, Germania Sintetico indoor Singolare - Doppio              | Ivan Lendl 6-3 4-6 4-6 6-1 6-4 | Miloslav Mečíř |               |                     |
| 7 ottobre  | Eurocard Classic 1989 Stoccarda, Germania Sintetico indoor Singolare - Doppio              |                                |                |               |                     |
| 22 ottobre | Germany Invitational 1989 Essen, Germania Sintetico indoor Singolare - Doppio              | Ivan Lendl 6-4 6-2             | Miloslav Mečíř |               |                     |
| 22 ottobre | Germany Invitational 1989 Essen, Germania Sintetico indoor Singolare - Doppio              |                                |                |               |                     |
| 25 ottobre | All Stars Tennis Classic 1989 Bologna, Italia Sintetico indoor Singolare - Doppio          | Ivan Lendl 6–4 7–5             | John McEnroe   |               |                     |
| 25 ottobre | All Stars Tennis Classic 1989 Bologna, Italia Sintetico indoor Singolare - Doppio          |                                |                |               |                     |
| 29 ottobre | European Community Champhiomships 1989 Anversa, Belgio Sintetico indoor Singolare - Doppio | Ivan Lendl 6-2 6-2 1-6 6-4     | Miloslav Mečíř |               |                     |
| 29 ottobre | European Community Champhiomships 1989 Anversa, Belgio Sintetico indoor Singolare - Doppio |                                |                |               |                     |

### Novembre
Nessun evento

### Dicembre
| Settimana   | Torneo                                                         | Vincitore    | Finalista     | Semifinalisti | Eliminati ai quarti |
| ----------- | -------------------------------------------------------------- | ------------ | ------------- | ------------- | ------------------- |
| 10 dicembre | ITT Stakes Match Robin 1989 Palm Coast, USA Singolare - Doppio | Andre Agassi | Jimmy Connors |               |                     |
| 10 dicembre | ITT Stakes Match Robin 1989 Palm Coast, USA Singolare - Doppio |              |               |               |                     |